# Барасинга
Барасинга (Rucervus duvaucelii), наричани също блатни елени, са вид едри бозайници от семейство Еленови (Cervidae).
Срещат се в саваните на Южна Азия, като през XX век ареалът им е силно намален, поради разрастването на обработваемите земи. Достигат 110 – 120 сантиметра височина при рамото, 180 сантиметра дължина на тялото и 170 – 280 килограма маса. Хранят се главно с трева и водни растения.